# 帕科卡桑县
帕科卡桑县（英語：Pakke-Kessang district）是印度阿鲁纳恰尔邦的一个县，首府位於雷米（Lemmi）。该县位于中印争议的“藏南地区”中，中华人民共和国不承认印度对其主权，行政区划上划归西藏自治区管辖。
帕科卡桑县于2018年自东卡门县析置。